# Gravity (álbum de Westlife)
Gravity é o décimo álbum de estúdio da boy band irlandesa Westlife, lançado em 19 de novembro de 2010. John Shanks produziu cada música, exceto a faixa bônus na edição japonesa. O álbum foi precedido pelo single principal, "Safe", que foi lançado em 14 de novembro de 2010. Este também é o último álbum do grupo sob a Syco Music; Syco decidiu que não haverá um segundo single do álbum, que foi uma das razões pelas quais o grupo deixou Syco em março de 2011. Em novembro de 2011, o álbum vendeu 358.943 no Reino Unido. Foi também o sexto álbum de estúdio da banda a ser lançado como um quarteto. 

## Em segundo plano
Em 19 de julho de 2010, foi relatado por RTÉ que o grupo iria trabalhar com Shanks. Ele também afirmou que o processo de gravação começou em julho de 2010. A banda também confirmou a gravação do álbum e mixagem foi concluída em outubro de 2010. Eles gravaram as canções em Los Angeles, Califórnia; Dublin, Irlanda, e Londres, Inglaterra. Em 17 de setembro de 2010, Egan disse que o primeiro single para o álbum já foi escolhido por Cowell e um trecho de 30 segundos foi tocado no The X-Factor. Depois, Feehily iniciou a hashtag #westlifeSAFE e #westlife11album como um topo de tendências no Twitter que foi seguido por outros em todo o mundo a ser um tópico de topo de tendências.
Em 30 de setembro de 2010, que oficialmente revelou a data de lançamento do álbum, que foi em 15 de novembro de 2010. Além disso, Kian Egan expressa plenamente o que ele sentia durante a gravação de Gravity: "É difícil acreditar que este é o nosso 11º álbum, mas realizando é a nossa paixão e seria como jogar tudo fora se nós paramos". "Tanto nós e o Take That vão para épicas canções pop, mas eles tomando Robbie de volta não nos fez pensar sobre o retorno de Brian McFadden. Seria estranho ter uma quinta pessoa de volta ao palco com a gente".
Em 22 de outubro de 2010, Shanks afirmou ter terminado as gravações com o Westlife, todos aprovados por Cowell. Shanks afirmou que o álbum acabou com duas capas. Em 27 outubro de 2010, a data de lançamento principal do álbum foi alterado para 22 de novembro de 2010. Em 25 de outubro de 2010, Feehily revelou a lista de faixas final em sua página oficial no twitter. Em 1 de novembro de 2010, Mark confirmou as duas covers do álbum são "Chances", de Athlete e "The Reason", de Hoobastank.

## Sobre a capa
A capa do álbum foi exibido pela primeira vez nos sites de música como "Westlife", com fundo branco e letras de cor preta. Em 22 de outubro de 2010, eles lançaram um vídeo exclusivo do álbum de fotos para a imprensa e em seus sites oficiais. O fotógrafo oficial das filmagens foi Kevin McDaid e Feehily foi o diretor criativo. Eles decidiram ir para um design elegante em preto e branco e nas fotos, o grupo está todo vestido de jeans e t-shirts.
Em 13 de outubro de 2010, que anunciou o título oficial do álbum, Gravity e tenderam a nível mundial no Twitter como #westlifegravity após o anúncio. Mark Feehily adotou o título do álbum sugerido por uma fã e confirmou-o em sua conta no Twitter primeiro.

## Singles
"Safe" foi lançado em 14 de novembro de 2010 e alcançou a posição número 10 na primeira semana. O single teve a posição mais baixa de todos os singles do grupo na UK Singles Chart.
"Beautiful Tonight" foi confirmado como o single a seguir na terceira semana de janeiro de 2011 com o Daily Star. A data de lançamento estava para ser anunciado. Depois disso, a canção atingiu seu pico no top 40 da Radio Airplay Chart irlandesa.
Mais tarde, foi confirmado em 1 de fevereiro de 2011 que não haveria mais segundo single para o Gravity. Byrne afirmou que estava fora do alcance da banda e foi uma decisão da Syco. Em 14 de março de 2011, Westlife confirmou que eles haviam deixado a Syco Music com o grupo citando a decisão de não lançar um segundo single como a razão. Apesar de cancelado, "I Will Reach You" foi lançado como na rádio como single promocional em abril de 2011 em algumas das estações de rádio na Indonésia, Irlanda e Filipinas, onde ele foi #1 em uma estação de rádio nas Filipinas.

## Lista de faixas
| Gravity – Edição padrão |                                |                                                                 |         |  |
| N.º                     | Título                         | Compositor(es)                                                  | Duração |  |
| 1.                      | "Beautiful Tonight"            | John Shanks, Paul Barry                                         | 4:00    |  |
| 2.                      | "Safe"                         | Shanks, James Grundler                                          | 3:53    |  |
| 3.                      | "Chances"                      | Joel Pott, Carey Willetts, Steven Roberts, Timothy Wanstall     | 4:46    |  |
| 4.                      | "I Will Reach You"             | Mark Feehily, Steve Anderson, Jamie Hartman                     | 3:21    |  |
| 5.                      | "Closer"                       | Shanks, John Reid, Nicky Byrne, Kian Egan, Feehily, Shane Filan | 4:06    |  |
| 6.                      | "The Reason"                   | Douglas Robb, Dan Estrin, Chris Hesse, Markku Lappalainen       | 3:54    |  |
| 7.                      | "Tell Me It's Love"            | Shanks, Wayne Hector                                            | 4:18    |  |
| 8.                      | "I Get Weak"                   | Shanks, Savan Kotecha                                           | 3:42    |  |
| 9.                      | "Before It's Too Late"         | Anderson, Feehily, Simon Petty                                  | 4:09    |  |
| 10.                     | "No One's Gonna Sleep Tonight" | Shanks, Hector                                                  | 3:53    |  |
| 11.                     | "Difference in Me"             | Shanks, Hector                                                  | 3:29    |  |
| 12.                     | "Too Hard to Say Goodbye"      | Shanks, Byrne, Egan, Feehily, Filan                             | 4:44    |  |
| Duração total:          | Duração total:                 | Duração total:                                                  | 48:05   |  |

| Gravity – Faixa bônus da edição japonesa |               |                              |         |  |
| N.º                                      | Título        | Compositor(es)               | Duração |  |
| 13.                                      | "Please Stay" | Burt Bacharach, Bob Hilliard | 3:43    |  |

| Gravity – Faixa bônus da edição alemã |                     |                  |         |  |
| N.º                                   | Título              | Compositor(es)   | Duração |  |
| 13.                                   | "Safe" (videoclipe) | Grundler, Shanks | 3:59    |  |

## Desempenho nas paradas
| Parada (2010)                     | Posição |
| --------------------------------- | ------- |
| Irish Albums Chart                | 1       |
| UK Albums Chart                   | 3       |
| Scottish Singles and Albums Chart | 4       |
| European Top 100 Albums           | 12      |
| New Zealand Albums Chart          | 22      |
| Swiss Music Charts                | 50      |
| Dutch Albums Chart                | 76      |
| Mexican Albums Chart              | 90      |
| Sverigetopplistan                 | 46      |

Parada de fim de ano
| Parada            | Posição mais alta |
| ----------------- | ----------------- |
| Irish Album Chart | 15                |
| UK Albums Chart   | 34                |

## Histórico de lançamentos
| Região      | Data de lançamento     |
| ----------- | ---------------------- |
| Irlanda     | 19 de novembro de 2010 |
| Europa      | 19 de novembro de 2010 |
| Reino Unido | 22 de novembro de 2010 |
| México      | 26 de novembro de 2010 |
| Alemanha    | 3 de dezembro de 2010  |
| Japão       | 15 de dezembro de 2010 |